# Andrea Noemí González
Andrea Noemí González (11 de mayo de 1977, José C. Paz, provincia de Buenos Aires) es una expatinadora argentina que entre 1998 y 2006, año en que se retiró, fue once veces campeona del mundo en patín carrera.
Comenzó a patinar a los siete años y a competir a los 10, en 1987, en el Club Italiano de José C. Paz. Su ídolo era la marplatense Nora Vega, referente histórica del patín en la Argentina.
Cuando tenía 16 años fue convocada a la Selección Argentina de patín carrera, que se entrenaba en Mar del Plata, una ciudad modelo en la actividad. Andrea González se mudó a la ciudad costera para progresar y vivió allí durante su carrera deportiva. Forjó entonces una relación muy cercana con Nora Vega: Más que una amiga y una guía y referente en el deporte, Nora era como mi mamá. Me cuidaba hasta cuando me enfermaba.
Andrea González destacó por la fortaleza de sus piernas, su mentalidad ganadora y su gran capacidad de concentración.
Obtuvo una medalla de oro en los Juegos Panamericanos de 1995 en Mar del Plata.
Sus 14 medallas de oro en los Juegos Suramericanos de 1998 en Ecuador, en los que fue la abanderada de la delegación, le hicieron ganar el premio Olimpia de Oro de 1998 al mejor deportista argentino del año.
Sus títulos mundiales fueron en España 1998 (tres medallas), Colombia 2000, Francia 2001 (tres medallas), Venezuela 2003 (dos medallas con récord mundial) e Italia 2004 (dos medallas).
Ganó tres medallas, una de oro, una de plata y una de bronce en los Juegos Panamericanos de 1999 en Winnipeg, Canadá, donde también fue la abanderada de la delegación argentina.
En 2000 recibió un premio Konex y un Konex de Platino en 2010.
Recibió el premio Olimpia de Plata en ocho oportunidades, la última en 2005.
En 2018 fue elegida por el Comité Olímpico Internacional como una de las Athlete Role Models (Atletas modelo) para que ayudara a los deportistas más jóvenes durante los Juegos Olímpicos de la Juventud de Buenos Aires 2018.
En total ganó en su carrera más de 50 títulos argentinos, 27 medallas de los Juegos Odesur (19 de oro, 5 de plata y 3 de bronce), 8 medallas en los Juegos Panamericanos (3 doradas, 3 plateadas y 2 de bronce sumando Mar del Plata 1995, Winnipeg 1999 y Santo Domingo 2003) y 29 medallas mundiales (11 de oro, 7 de plata y 11 de bronce).
Fue además entrenadora de la selección argentina de patín carrera.